# A Pimaszok epizódjainak listája
A Pimaszok, avagy kamaszba nem üt a mennykő című sorozat epizódlistája.

## Epizódok
| Évad | Évad | Részek száma | Részek száma | Eredeti sugárzás     | Eredeti sugárzás  | Eredeti adó | Magyar sugárzás  | Magyar sugárzás  | Magyar adó |
| Évad | Évad | Részek száma | Részek száma | Évadbemutató         | Évadzáró          | Eredeti adó | Évadbemutató     | Évadzáró         | Magyar adó |
| ---- | ---- | ------------ | ------------ | -------------------- | ----------------- | ----------- | ---------------- | ---------------- | ---------- |
|      | 1.   | 28           | 28           | 2002. szeptember 17. | 2003. május 20.   | ABC         | 2009. március 2. | 2009. április 8. | Viasat 6   |
|      | 2.   | 24           | 24           | 2003. szeptember 23. | 2004. május 18.   | ABC         | 2009. április 9. | 2009. május 13.  | Viasat 6   |
|      | 3.   | 24           | 24           | 2004. szeptember 24. | 2005. április 15. | ABC         | 2009. május 14.  | 2009. június 16. | Viasat 6   |

## 1. évad (2002-2003)
| Sor. | Év. | Cím                                                                         | Rendező         | Író                                                                     | Premier                               | Nézettség    |
| ---- | --- | --------------------------------------------------------------------------- | --------------- | ----------------------------------------------------------------------- | ------------------------------------- | ------------ |
| 1.   | 1.  | Bevezető epizód (Pilot)                                                     | Gil Junger      | Tracy Gamble                                                            | 2002. szeptember 17. 2009. március 2. | 17,29 millió |
| 2.   | 2.  | A szégyen fala (Wall of Shame)                                              | James Widdoes   | Történet: W. Bruce Cameron Tévéjáték: Mike Langworthy                   | 2002. szeptember 24. 2009. március 3. | 12,83 millió |
| 3.   | 3.  | Bridget első munkája (Bridget's First Job)                                  | James Widdoes   | Bill Daly                                                               | 2002. október 1. 2009. március 4.     | 13,40 millió |
| 4.   | 4.  | Szárnyak (Wings)                                                            | James Widdoes   | Történet: W. Bruce Cameron Tévéjáték: Bill Daly & Bonnie Kallman        | 2002. október 8. 2009. március 5.     | 14,97 millió |
| 5.   | 5.  | Ő a vejem (Son-in-Law)                                                      | James Widdoes   | Történet: W. Bruce Cameron Tévéjáték: Tracy Gamble & Martin Weiss       | 2002. október 15. 2009. március 6.    | 13,07 millió |
| 6.   | 6.  | Pompomlány (Cheerleader)                                                    | James Widdoes   | Történet: W. Bruce Cameron Tévéjáték: Paul Ciancarelli & David Dipietro | 2002. október 22. 2009. március 9.    | 14,16 millió |
| 7.   | 7.  | Halloweeni fakuckó (Trick or Treehouse)                                     | James Widdoes   | Történet: W. Bruce Cameron Tévéjáték: Bonnie Kallman                    | 2002. október 29. 2009. március 10.   | 13,49 millió |
| 8.   | 8.  | Fontos szabályok (By the Book)                                              | James Widdoes   | Paul Ciancarelli & David Dipietro                                       | 2002. november 5. 2009. március 11.   | 12,75 millió |
| 9.   | 9.  | Egy lány, két fiú, három gondolat (Two Boys for Every Girl)                 | James Widdoes   | Bill Callahan & Philip Wen                                              | 2002. november 12. 2009. március 12.  | 12,83 millió |
| 10.  | 10. | Add fel! (Give It Up)                                                       | James Widdoes   | Martin Weiss                                                            | 2002. november 19. 2009. március 13.  | 12,68 millió |
| 11.  | 11. | Paul beletanul (Paul Meets His Match)                                       | James Widdoes   | Történet: Dena Waxman Tévéjáték: Bonnie Kallman & Martin Weiss          | 2002. november 26. 2009. március 16.  | 12,60 millió |
| 12.  | 12. | Karácsonyi révület (All I Want For Christmas)                               | James Widdoes   | Christy Jacobs White                                                    | 2002. december 10. 2009. március 17.  | 12,87 millió |
| 13.  | 13. | Rory barátnője (Rory's Got a Girlfriend)                                    | James Widdoes   | Bill Daly                                                               | 2002. december 17. 2009. március 18.  | 11,54 millió |
| 14.  | 14. | Karrierválasztás (Career Choices)                                           | Terry Hughes    | Amy Engelberg & Wendy Engelberg                                         | 2003. január 7. 2009. március 19.     | 12,34 millió |
| 15.  | 15. | Kerry Hatalmas Kalandjai (Kerry's Big Adventure)                            | James Widdoes   | Tracy Gamble & Martin Weiss                                             | 2003. január 21. 2009. március 20.    | 11,29 millió |
| 16.  | 16. | Kipp-kopp, ki kopog? (Come and Knock on Our Door)                           | James Widdoes   | Bill Callahan & Philip Wen                                              | 2003. január 28. 2009. március 23.    | 11,38 millió |
| 17.  | 17. | A dobos 1. rész (Drummer Boy Part 1)                                        | James Widdoes   | Bill Daly                                                               | 2003. február 4. 2009. március 24.    | 11,54 millió |
| 18.  | 18. | A dobos 2. rész (Drummer Boy Part 2)                                        | James Widdoes   | Janis Hirsch                                                            | 2003. február 11. 2009. március 25.   | 10,66 millió |
| 19.  | 19. | Menő szülő (Cool Parent)                                                    | James Widdoes   | Paul Ciancarelli & David Dipietro                                       | 2003. február 18. 2009. március 26.   | 10,66 millió |
| 20.  | 20. | Minden kép mesél (Every Picture Tells a Story)                              | Mark Cendrowski | David Flebotte                                                          | 2003. február 25. 2009. március 27.   | 9,98 millió  |
| 21.  | 21. | Kerry videója (Kerry's Video)                                               | Terry Hughes    | Bonnie Kallman                                                          | 2003. március 11. 2009. március 30.   | 9,93 millió  |
| 22.  | 22. | A muterok megőrültek! (Good Moms Gone Wild)                                 | James Widdoes   | Bill Callahan & Philip Wen                                              | 2003. március 25. 2009. március 31.   | 10,26 millió |
| 23.  | 23. | A karrierista nő (Career Woman)                                             | Mark Cendrowski | Rosalind Moore                                                          | 2003. március 28. 2009. április 1.    | 7,91 millió  |
| 24.  | 24. | A király és királynő (Queen Bees and King Bees)                             | James Widdoes   | Martin Weiss                                                            | 2003. április 8. 2009. április 2.     | 8,38 millió  |
| 25.  | 25. | Süti eladó! (Bake Sale)                                                     | James Widdoes   | Kim Friese                                                              | 2003. április 29. 2009. április 3.    | 8,23 millió  |
| 26.  | 26. | Doylék esküvője (The Doyle Wedding)                                         | Lynn McCracken  | Rosalind Moore                                                          | 2003. május 6. 2009. április 6.       | 7,63 millió  |
| 27.  | 27. | A rendőr és az úriember 1. rész (Sort of an Officer and a Gentleman Part 1) | James Widdoes   | Heather MacGillvray & Linda Mathious                                    | 2003. május 13. 2009. április 7.      | 7,45 millió  |
| 28.  | 28. | A rendőr és az úriember 2. rész (Sort of an Officer and a Gentleman Part 2) | James Widdoes   | Janis Hirsch & Bonnie Kallman                                           | 2003. május 20. 2009. április 8.      | 7,88 millió  |

## 2. évad (2003-2004)
| Sor. | Év. | Cím                                                                                   | Rendező        | Író                                     | Premier                                | Nézettség    |
| ---- | --- | ------------------------------------------------------------------------------------- | -------------- | --------------------------------------- | -------------------------------------- | ------------ |
| 29.  | 1.  | Premier (Premiere)                                                                    | James Widdoes  | Tracy Gamble                            | 2003. szeptember 23. 2009. április 9.  | 16,97 millió |
| 30.  | 2.  | Tudnivalók a szexről (Sex Ed)                                                         | Robby Benson   | Gayle Abrams                            | 2003. szeptember 30. 2009. április 10. | 15,51 millió |
| 31.  | 3.  | Donny eltűnése (Donny Goes AWOL)                                                      | Robby Benson   | Seth Kurland                            | 2003. október 7. 2009. április 13.     | 17,72 millió |
| 32.  | 4.  | A búcsú 1. rész (Goodbye Part 1)                                                      | James Widdoes  | David Flebotte & Martin Weiss           | 2003. november 4. 2009. április 14.    | 20,51 millió |
| 33.  | 5.  | A búcsú 2. rész (Goodbye Part 2)                                                      | James Widdoes  | Tracy Gamble & Bonnie Kallman           | 2003. november 4. 2009. április 15.    | 20,51 millió |
| 34.  | 6.  | Helytelen módszerek (No Right Way)                                                    | James Widdoes  | Gayle Abrams                            | 2003. november 11. 2009. április 16.   | 11,61 millió |
| 35.  | 7.  | Apa boldogsága (What Dad Would Want)                                                  | James Widdoes  | Bill Daly                               | 2003. november 18. 2009. április 17.   | 10,99 millió |
| 36.  | 8.  | Az első hálaadás (The First Thanksgiving)                                             | James Widdoes  | Bonnie Kallman                          | 2003. november 25. 2009. április 20.   | 11,65 millió |
| 37.  | 9.  | Anne Frank és Skeevy története (The Story of Anne Frank and Skeevy)                   | James Widdoes  | Tracy Gamble & Bonnie Kallman           | 2003. december 23. 2009. április 21.   | 9,43 millió  |
| 38.  | 10. | YMCA (YMCA)                                                                           | James Widdoes  | Donald Beck & Bonnie Kallman            | 2004. január 6. 2009. április 22.      | 11,59 millió |
| 39.  | 11. | Komolyra véve (Get Real)                                                              | James Widdoes  | Seth Kurland & Ric Swartzlander         | 2004. január 13. 2009. április 23.     | 10,61 millió |
| 40.  | 12. | Következmények (Consequences)                                                         | James Widdoes  | Bill Callahan                           | 2004. január 27. 2009. április 24.     | 9,09 millió  |
| 41.  | 13. | Az ellentétek vonzzák egymást 1. rész (Opposites Attract Part 1)                      | James Widdoes  | Gayle Abrams                            | 2004. február 10. 2009. április 27.    | 7,74 millió  |
| 42.  | 14. | Az ellentétek vonzzák egymást 2. rész (Opposites Attract Part 2)                      | James Widdoes  | Paul Ciancarelli & David Dipietro       | 2004. február 17. 2009. április 28.    | 8,30 millió  |
| 43.  | 15. | Az ellentétek vonzzák egymást 3. rész (Opposites Attract: Night of the Locust Part 3) | James Widdoes  | Bill Callahan & Bill Daly               | 2004. február 24. 2009. április 29.    | 8,00 millió  |
| 44.  | 16. | Apuci kislánya (Daddy's Girl)                                                         | James Widdoes  | Dave Flebotte & Tracy Gamble            | 2004. március 2. 2009. április 30.     | 8,07 millió  |
| 45.  | 17. | Pláza a családban (Mall in the Family)                                                | James Widdoes  | Tamiko K. Brooks & Christy Jacobs White | 2004. március 16. 2009. május 4.       | 7,77 millió  |
| 46.  | 18. | Csak így tovább! 1. rész (Let's Keep Going Part 1)                                    | James Widdoes  | Martin Weiss                            | 2004. március 30. 2009. május 5.       | 7,59 millió  |
| 47.  | 19. | Csak így tovább! 2. rész (Let's Keep Going Part 2)                                    | James Widdoes  | Martin Weiss                            | 2004. április 6. 2009. május 6.        | 6,25 millió  |
| 48.  | 20. | C.J. bulija (C.J.'s Party)                                                            | James Widdoes  | Paul Ciancarelli & David Dipietro       | 2004. április 20. 2009. május 7.       | 6,76 millió  |
| 49.  | 21. | Anyák napja (Mother's Day)                                                            | Pat Doak       | Grant Nieporte & Robert Spina           | 2004. május 4. 2009. május 8.          | 6,64 millió  |
| 50.  | 22. | Az igazgató (The Principal)                                                           | Lynn McCracken | Seth Kurland                            | 2004. május 11. 2009. május 11.        | 6,49 millió  |
| 51.  | 23. | Le Évadzáró 1. rész (Finalé Part 1)                                                   | James Widdoes  | Bonnie Kallman & Martin Weiss           | 2004. május 18. 2009. május 12.        | 7,54 millió  |
| 52.  | 24. | Le Évadzáró 2. rész (Finalé Part 2)                                                   | James Widdoes  | Bill Callahan & Bill Daly               | 2004. május 18. 2009. május 13.        | 7,54 millió  |

## 3. évad (2004-2005)
| Sor. | Év. | Cím                                                       | Rendező        | Író                                                             | Premier                              | Nézettség   |
| ---- | --- | --------------------------------------------------------- | -------------- | --------------------------------------------------------------- | ------------------------------------ | ----------- |
| 53.  | 1.  | A suli első napja (First Day of School)                   | James Widdoes  | Kathy Ann Stumpe                                                | 2004. szeptember 24. 2009. május 14. | 6,11 millió |
| 54.  | 2.  | Változások (Changes)                                      | James Widdoes  | Seth Kurland                                                    | 2004. október 1. 2009. május 15.     | 6,33 millió |
| 55.  | 3.  | Az iskolanővér (The School Nurse)                         | James Widdoes  | Rob Hanning                                                     | 2004. október 8. 2009. május 18.     | 5,98 millió |
| 56.  | 4.  | Ki a dobozból (Out of the Box)                            | James Widdoes  | Martin Weiss                                                    | 2004. október 15. 2009. május 19.    | 5,94 millió |
| 57.  | 5.  | Autó gondok (Car Trouble)                                 | James Widdoes  | Hayes Jackson                                                   | 2004. október 22. 2009. május 20.    | 6,38 millió |
| 58.  | 6.  | Halloween (Halloween)                                     | Lynn McCracken | Steve Baldikoski & Bryan Behar                                  | 2004. október 29. 2009. május 21.    | 7,41 millió |
| 59.  | 7.  | Az edző (Coach)                                           | James Widdoes  | Laurie Gelman                                                   | 2004. november 5. 2009. május 22.    | 6,86 millió |
| 60.  | 8.  | Titkok (Secrets)                                          | James Widdoes  | Bonnie Kallman                                                  | 2004. november 12. 2009. május 25.   | 7,77 millió |
| 61.  | 9.  | Hálaadási vendég (Thanksgiving Guest)                     | James Widdoes  | Történet: Dena Waxman Tévéjáték: Tamiko K. Brooks & Rob Hanning | 2004. november 26. 2009. május 26.   | 7,09 millió |
| 62.  | 10. | Tisztességtelen hiúság (Vanity Unfair)                    | James Widdoes  | Paul Ciancarelli & David Dipietro                               | 2004. december 3. 2009. május 27.    | 6,71 millió |
| 63.  | 11. | Princetown-i lány (Princetown Girl)                       | James Widdoes  | Tamiko K. Brooks                                                | 2004. december 10. 2009. május 28.   | 5,88 millió |
| 64.  | 12. | Egy nagyon C.J. karácsony (A Very C.J. Christmas)         | James Widdoes  | Kathy Ann Stumpe                                                | 2004. december 17. 2009. május 29.   | 7,09 millió |
| 65.  | 13. | A tengeralattjáró (The Sub)                               | James Widdoes  | Steve Baldikoski & Bryan Behar                                  | 2005. január 7. 2009. június 1.      | 7,82 millió |
| 66.  | 14. | C.J. megkísértése (C.J.'s Temptation)                     | James Widdoes  | Steve Baldikoski & Bryan Behar                                  | 2005. január 7. 2009. június 2.      | 8,39 millió |
| 67.  | 15. | Régi tűz (Old Flame)                                      | James Widdoes  | John Peaslee & Judd Pillot                                      | 2005. január 14. 2009. június 3.     | 8,43 millió |
| 68.  | 16. | Bezárás (Closure)                                         | James Widdoes  | Seth Kurland                                                    | 2005. január 21. 2009. június 4.     | 7,49 millió |
| 69.  | 17. | A röplabda bunyó (Volleybrawl)                            | Barnet Kellman | Hayes Jackson                                                   | 2005. január 28. 2009. június 5.     | 7,89 millió |
| 70.  | 18. | Bolond péntek (Freaky Friday)                             | James Widdoes  | W. Bruce Cameron                                                | 2005. február 4. 2009. június 8.     | 8,30 millió |
| 71.  | 19. | Két szerelmes közt egy szakadék (Torn Between Two Lovers) | James Widdoes  | John Peaslee & Judd Pillot                                      | 2005. február 11. 2009. június 9.    | 7,54 millió |
| 72.  | 20. | C.J. igazi apja (C.J.'s Real Dad)                         | James Widdoes  | Rob Hanning                                                     | 2005. február 18. 2009. június 10.   | 8,04 millió |
| 73.  | 21. | Az after parti (The After Party)                          | Patricia Doak  | Grant Nieporte & Robert Spina                                   | 2005. március 4. 2009. június 11.    | 6,91 millió |
| 74.  | 22. | A tanári szoba (The Teachers' Lounge)                     | James Widdoes  | Paul Ciancarelli & David Dipietro                               | 2005. április 1. 2009. június 12.    | 6,12 millió |
| 75.  | 23. | A pizsamaparti (The Sleepover)                            | James Widdoes  | John Peaslee & Judd Pillot                                      | 2005. április 8. 2009. június 15.    | 5,94 millió |
| 76.  | 24. | Csatorna nap (Ditch Day)                                  | James Widdoes  | Jeremiah Leibowitz                                              | 2005. április 15. 2009. június 16.   | 5,26 millió |